# Quanti amori
Quanti amori è l'undicesimo album in studio del cantautore italiano Gigi D'Alessio, pubblicato il 29 ottobre 2004.

## Descrizione
La ristampa del disco contiene anche il brano L'amore che non c'è, con il quale il cantante ha partecipato al Festival di Sanremo 2005.

## Tracce
Testi di Vincenzo D'Agostino, musiche di Gigi D'Alessio, eccetto dove indicato.
Edizione originale
1. Quanti amori – 4:39
2. Non c'è vita da buttare – 4:29
3. Liberi da noi – 4:48
4. La donna che vorrei – 4:23
5. Fiore – 4:18
6. Napule (con Gigi Finizio, Sal da Vinci e Lucio Dalla) – 4:29
7. Le mani – 3:44
8. Spiegame cherè – 3:54
9. Baila – 4:04
10. Quattro notti per amare – 4:28
11. Il mondo è mio (duetto con Anna Tatangelo) – 4:08 (testo: Tim Rice – musica: Alan Menken)
12. Africa – 3:54
13. Campioni nel cuore – 4:25

Edizione Sanremo 2005
1. L'amore che non c'è – 4:19
2. Quanti amori – 4:39
3. Non c'è vita da buttare – 4:29
4. Liberi da noi – 4:48
5. La donna che vorrei – 4:23
6. Fiore – 4:18
7. Napule (con Gigi Finizio, Sal da Vinci e Lucio Dalla) – 4:29
8. Le mani – 3:44
9. Spiegame cherè – 3:54
10. Baila – 4:04
11. Quattro notti per amare – 4:28
12. Africa – 3:54
13. Campioni nel cuore – 4:25

## Formazione
- Gigi D'Alessio – voce
- Tony Levin – basso
- Adriano Pennino – tastiera, programmazione, pianoforte
- Michael Thompson – chitarra elettrica
- Paolo Costa – basso
- Lele Melotti – batteria
- Maurizio Pica – chitarra classica
- Alex Britti – chitarra acustica, chitarra elettrica
- Maurizio Fiordiliso – chitarra acustica, chitarra elettrica
- Roberto D'Aquino – basso
- Steve Ferrone – batteria
- Fernando Brusco – tromba
- Sergio Vitale – tromba
- Luca Giustozzi – trombone
- Claudia Arvati, Fabrizio Palma, Rossella Ruini, Luca Velletri – cori

## Classifiche
| Classifica (2004) | Posizione massima |
| ----------------- | ----------------- |
| Italia            | 3                 |
| Svizzera          | 28                |